# Mierspenaeopsis
Mierspenaeopsis is een geslacht van kreeftachtigen uit de klasse van de Malacostraca (hogere kreeftachtigen).

## Soorten
- Mierspenaeopsis cultrirostris (Alcock, 1906)
- Mierspenaeopsis hardwickii (Miers, 1878)
- Mierspenaeopsis indica (Muthu, 1972)
- Mierspenaeopsis sculptilis (Heller, 1862)